# Herman Gesellius
Herman Ernst Henrik Gesellius (Helsinki, 16 gennaio 1874 – Kirkkonummi, 24 marzo 1916) è stato un architetto finlandese.
Fondò uno studio di architettura insieme ad Armas Lindgren e Eliel Saarinen. I tre vinsero il concorso per la progettazione del Museo nazionale della Finlandia.